# Klinikum Stuttgart

Logo

Das Klinikum Stuttgart entstand am 1. Juli 1999 durch den Zusammenschluss der städtischen Krankenhäuser Bürgerhospital, Katharinenhospital, Krankenhaus Bad Cannstatt und Olgahospital. Es ist Akademisches Lehrkrankenhaus der Eberhard-Karls-Universität Tübingen und verfügt über 40 Prozent der Krankenhausbetten in Stuttgart. Im Jahr werden rund 90.000 Patienten stationär und 600.000 ambulant am Klinikum versorgt. In den Jahren 2022 und 2023 hat das Klinikum Stuttgart die Sportklinik Stuttgart, das Krankenhaus vom Roten Kreuz in Bad Cannstatt und die Sana Herzchirurgie Stuttgart übernommen. Im Klinikum Stuttgart sind etwa 9.000 Personen beschäftigt.
Träger der wirtschaftlich selbständigen gemeinnützigen Kommunalanstalt öffentlichen Rechtes ist die Landeshauptstadt Stuttgart. Die Krankenhausleitung besteht aus dem Medizinischen Vorstand, der Kaufmännischen Vorständin, dem Pflegedirektor und dem Personaldirektor.

## Standorte
Neben kleinen ambulanten Strukturen konzentrieren sich die Häuser des Klinikums Stuttgart seit 2014 auf die Standorte Mitte (Katharinenhospital und Olgahospital/Frauenklinik) und den Standort Bad Cannstatt mit dem Krankenhaus Bad Cannstatt (KBC).

### Katharinenhospital

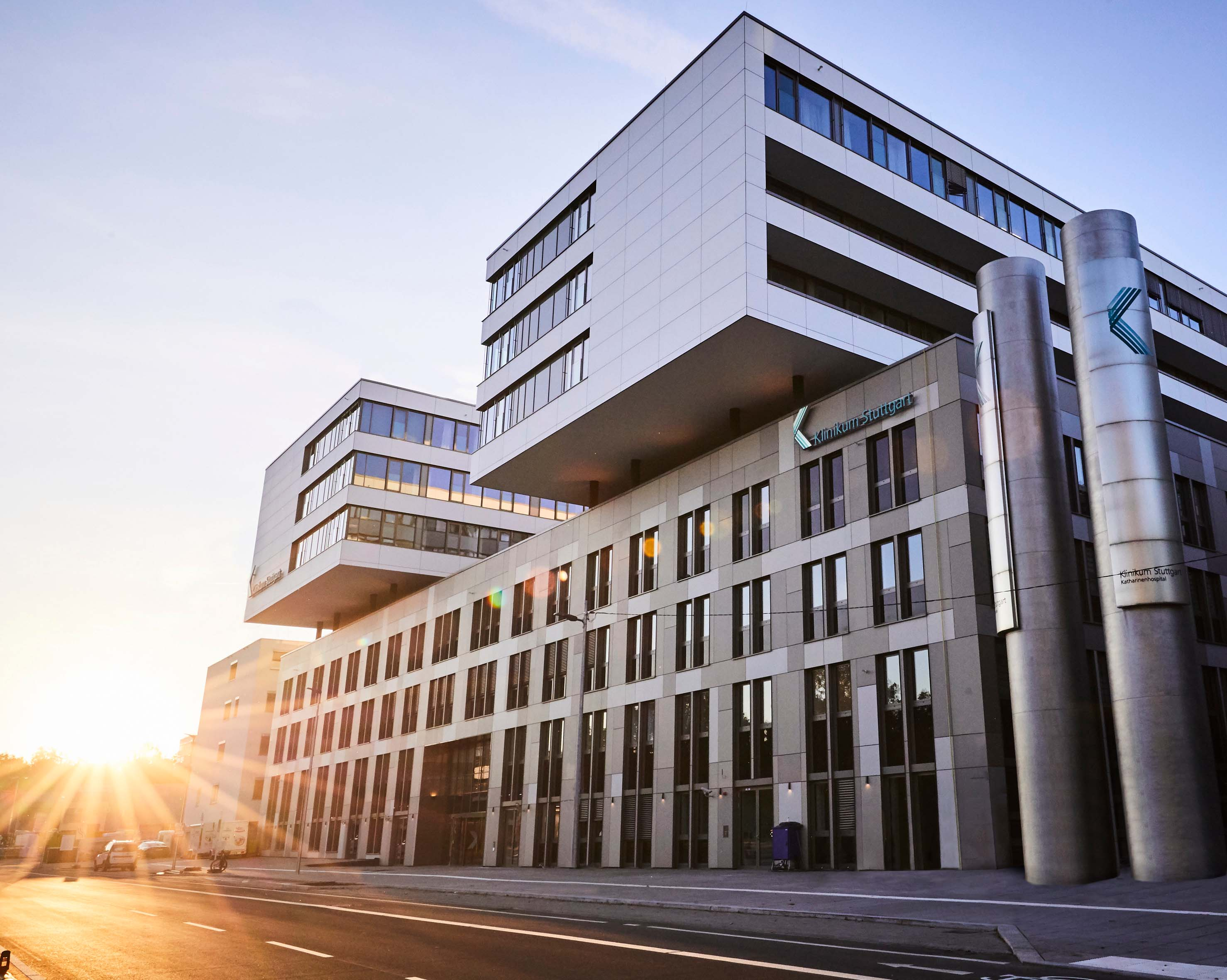
Klinikum Stuttgart, Neubau am Standort Mitte

Das Katharinenhospital ist ein Krankenhaus der Maximalversorgung und dient auch als akademisches Lehrkrankenhaus der Eberhard-Karls-Universität Tübingen. Als überregionales Traumazentrum verfügt das Katharinenhospital über 2 Schockräume, eine moderne interdisziplinäre Notaufnahme, eine Stroke Unit für Schlaganfallpatienten sowie die einzige Neurochirurgie in der Region Stuttgart.
Das Hospital wurde 1820–1827 als erstes allgemeines Krankenhaus der Stadt Stuttgart erbaut und bis zu seiner Zerstörung 1944 ständig umgebaut und erweitert. 1957–1967 wurde das Krankenhaus wiederaufgebaut und 1993 um das Funktionsgebäude ergänzt.

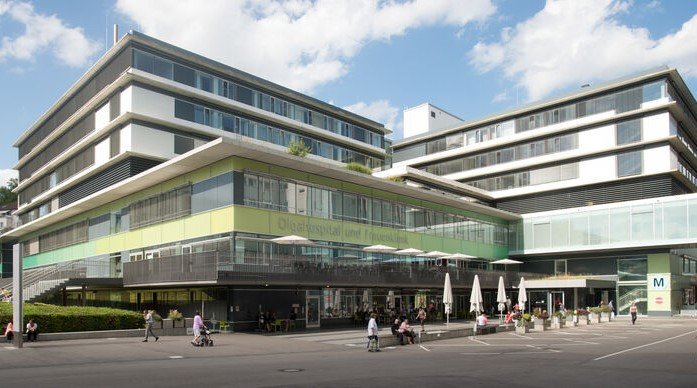
Das Olgahospital des Klinikum Stuttgart

Im Jahr 2018 fällte der Stuttgarter Gemeinderat den Beschluss, das Katharinenhospital vollständig neu zu bauen. Dafür werden die bestehenden Gebäude sukzessive zurückgebaut und am gleichen Standort neu errichtet. Mit einer Fertigstellung des letzten Bauabschnitts ist 2032 zu rechnen. Im Januar 2022 wurde der erste Teil des Neubauprojekts in Betrieb genommen. Im als Haus F bezeichneten Gebäude befindet sich der neue Haupteingang zum Katharinenhospital, die zentrale Patientenaufnahme, die radiologischen Kliniken, Teile der Inneren Medizin und Bettenstationen mit etwa 250 Betten, eine große interdisziplinäre Intensivstation mit über 60 Betten, eine hämato-onkologische Transplantationsstation sowie eine der größten Endoskopieabteilungen Süddeutschlands.
Nach drei Jahren Bauzeit wurde im Frühjahr 2023 der Neubau des Stuttgart Cancer Center – Tumorzentrum Eva Mayr-Stihl (SCC) im Klinikum Stuttgart eröffnet. Hier bündelt das Klinikum Stuttgart die Expertise für die Behandlung von jährlich über 11.000 Krebspatienten. In das Gebäude zogen die onkologische Tagesklinik, das Lungenkrebszentrum sowie die Kliniken für Nuklearmedizin und Strahlentherapie.
Auf dem Dach des Katharinenhospitals befindet sich ein Hubschrauberlandeplatz.

### Olgahospital
Das Kinderkrankenhaus Olgahospital (kurz: „Olgäle“) steht seit Mai 2014 am zentralen Standort des Klinikum Stuttgart und teilt sich dort einen Neubau mit der Frauenklinik. Die Klinik ist akademisches Lehrkrankenhaus der Universität Tübingen und gilt als die größte Kinderklinik Deutschlands.
Jährlich werden 16.000 kranke Kinder und Jugendliche stationär behandelt. Nahezu das komplette Behandlungsspektrum in der Kinder- und Jugendmedizin wird angeboten. In den pädiatrischen Spezialambulanzen und dem Sozialpädiatrischen Zentrum kümmert man sich um die ambulante Versorgung von chronisch und schwer kranken Kindern. Notfälle (ambulant und stationär) werden in der Pädiatrisch-Interdisziplinären Notaufnahme rund um die Uhr versorgt. Zusammen mit der Frauenklinik bildet das Olgahospital das zweitgrößte Perinatalzentrum Deutschlands. Das Olgahospital blickt auf eine über 175-jährige Geschichte zurück.
Seit 2008 wird der krankenhausinterne Radiosender Radio Rio produziert. Seit dem Neubau des Olgahospitals besitzt der Sender ein eigenes Studio im Krankenhaus. Jeden Mittwoch werden vier Stunden live Geschichten rund um das Olgäle und aus der Welt präsentiert. Der private Hörfunksender Antenne 1 ist Medienpartner von Radio RiO.

### Krankenhaus Bad Cannstatt

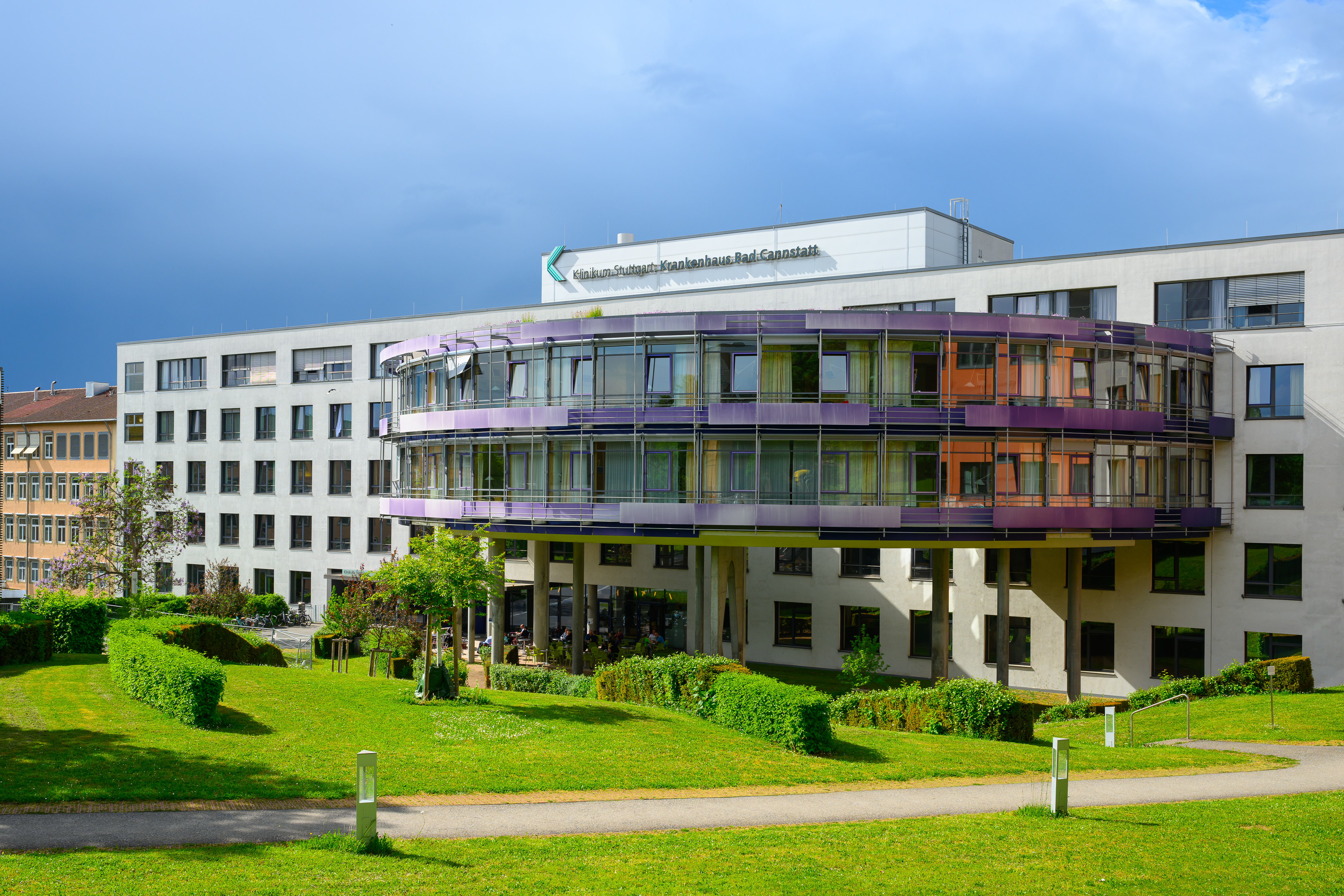
Das Krankenhaus Bad Cannstatt des Klinikums Stuttgart

Das Krankenhaus Bad Cannstatt verfügt über rund 800 vollstationäre und tagesklinische Betten. Das Zentrum für Hautkrankheiten im Krankenhaus Bad Cannstatt ist die älteste und mit mehr als 8.000 stationären Fällen jährlich die aktuell größte Versorgungsstruktur für stationäre dermatologische Patienten in Deutschland. Am Krankenhaus Bad Cannstatt befindet sich auch der Großteil des klinischen Angebotes des Zentrums für Seelische Gesundheit. Es ist eine der größten und differenziertesten psychiatrischen Abteilungen an einem Allgemeinkrankenhaus in Deutschland. Seit Ende 2023 erbringt zudem die Sportklinik Stuttgart als Teil des Klinikums Stuttgart einen großen Teil ihres medizinischen Angebots am Krankenhaus Bad Cannstatt.

## Geschichte

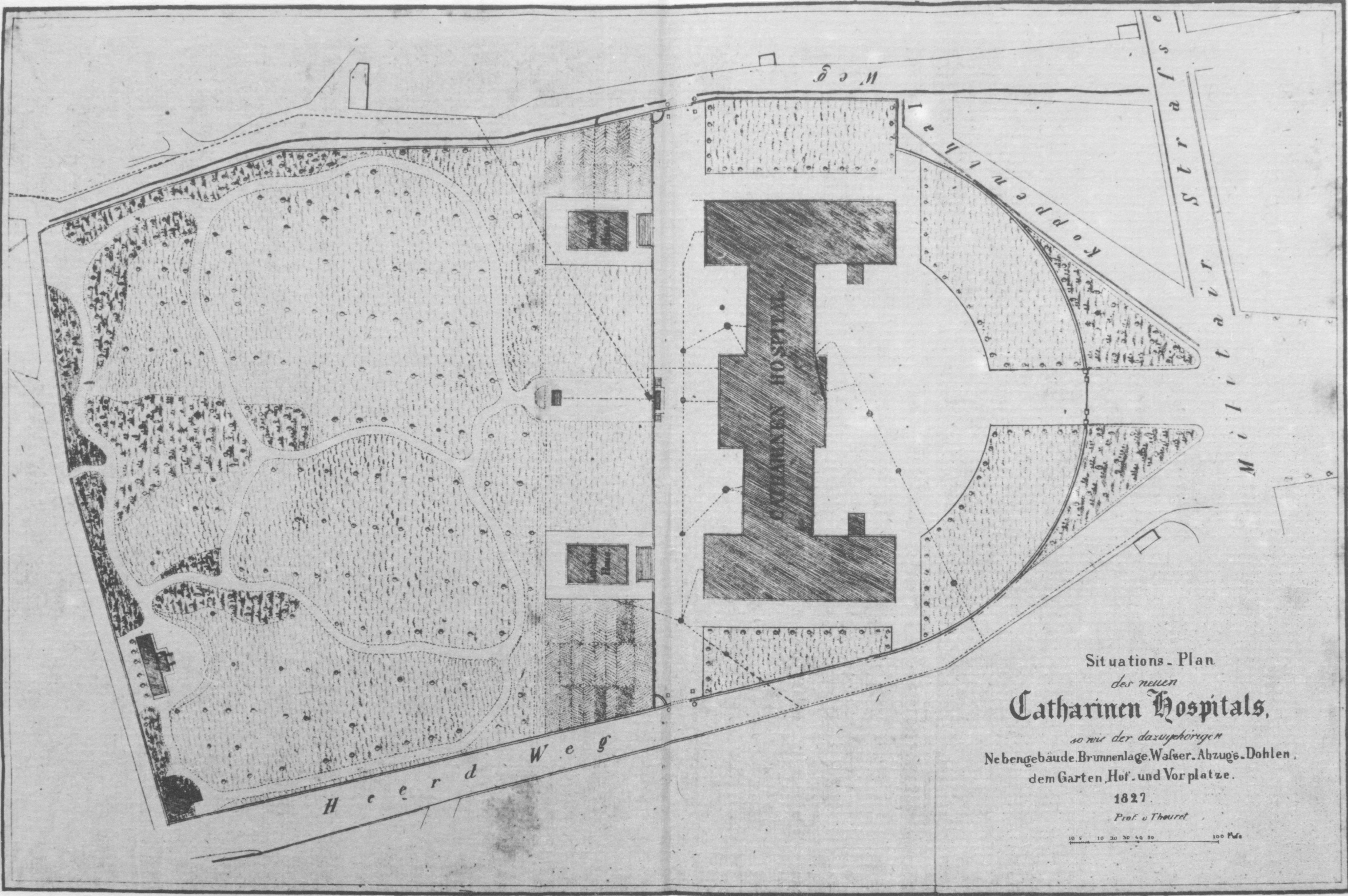
Lageplan des Katharinenhospitals, 1827.

In den späten 1790er Jahren gab es einen Mangel an Krankenhausbetten, der durch den Bau eines neuen Krankenhauses oder die Erweiterung einer bestehenden Einrichtung behoben werden sollte. Jedoch wurden diese Pläne aufgrund von Finanzierungsproblemen und unklaren Zuständigkeiten nicht umgesetzt.
| Jahr | Anzahl Betten |
| ---- | ------------- |
| 1828 | 230           |
| 1928 | 635           |
| 1944 | 720           |
| 1977 | 983           |
| 2012 | 1300          |

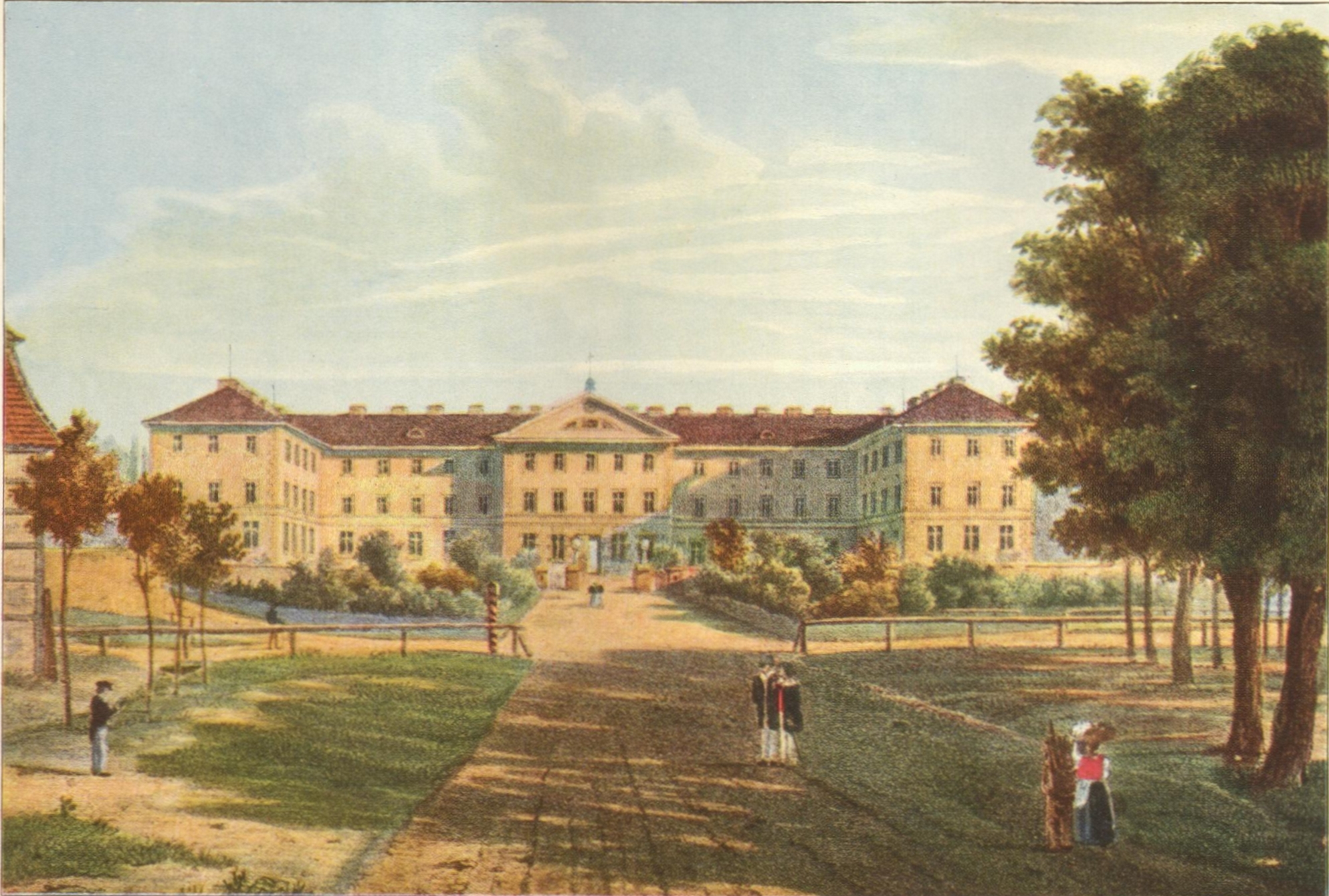
Ansicht des Katharinenhospitals von Süden, 1828.

Zu den vorhandenen Krankenhäusern und sozialen Einrichtungen gehörten das Bürgerhospital (eine Altersheim- und Krankenhauskombination), das Lazarett, das Herzogliche Pfleghaus, das Seelhaus (eine Herberge und Entbindungsstation) und das Siechenhaus (ein Krankenhaus).
Im Jahr 1817 beschloss König Wilhelm I., ein neues Krankenhaus zu errichten, das den aktuellen Bedürfnissen entsprach. Der plötzliche Tod der sozial engagierten Königin Katharina von Württemberg im Jahr 1819 gab den Anstoß für die zügige Realisierung dieses Vorhabens, um ihr ein Denkmal zu setzen. Die Baukosten in Höhe von fast 250.000 Gulden wurden vom König, einem Spendenkomitee, der Staatskasse und der Stadt finanziert.
Von 1820 bis 1827 wurde das neue Krankenhaus mit 230 Betten nach den Plänen von Nikolaus Friedrich von Thouret an der Ecke Kriegsbergstraße und Herdweg errichtet. Bereits im Jahr der Grundsteinlegung 1820 wurde das bisherige St. Katharinenhospital in Bürgerhospital umbenannt, um dem neuen Krankenhaus den Namen der verstorbenen Königin Katharina zu geben („Catharinen-Hospital“). Die offizielle Eröffnung fand am 9. Januar 1828, dem neunten Todestag von Königin Katharina, statt.
Das Krankenhaus hatte eine Breite von etwa 90 Metern, während die beiden Seitenflügel etwa 40 Meter lang waren. Es wurde im einfachen klassizistischen Stil als dreistöckiger Dreiflügelbau mit einem Walmdach errichtet. Der breite Mittelflügel war durch einen Mittelrisalit gekennzeichnet, der mit einem Dreiecksgiebel abschloss. Die vorspringenden Seitenflügel und der Mittelflügel umschlossen einen offenen Innenhof. Der Mittelbau hatte an der Vorderseite 15 Fensterachsen, die sich auf den Mittelrisalit und die beiden Zwischenbauten aufteilten, während die Seitenflügel an der Vorderseite jeweils drei Achsen hatten.
In den Jahrzehnten nach der Gründung wurde das Krankenhaus kontinuierlich ausgebaut und durch weitere Bauten ergänzt. Im Zweiten Weltkrieg wurde das Katharinenhospital, das zu dieser Zeit über 720 Betten verfügte, bei mehreren Bombenangriffen am 25. und 26. Juli 1944 nahezu vollständig zerstört.

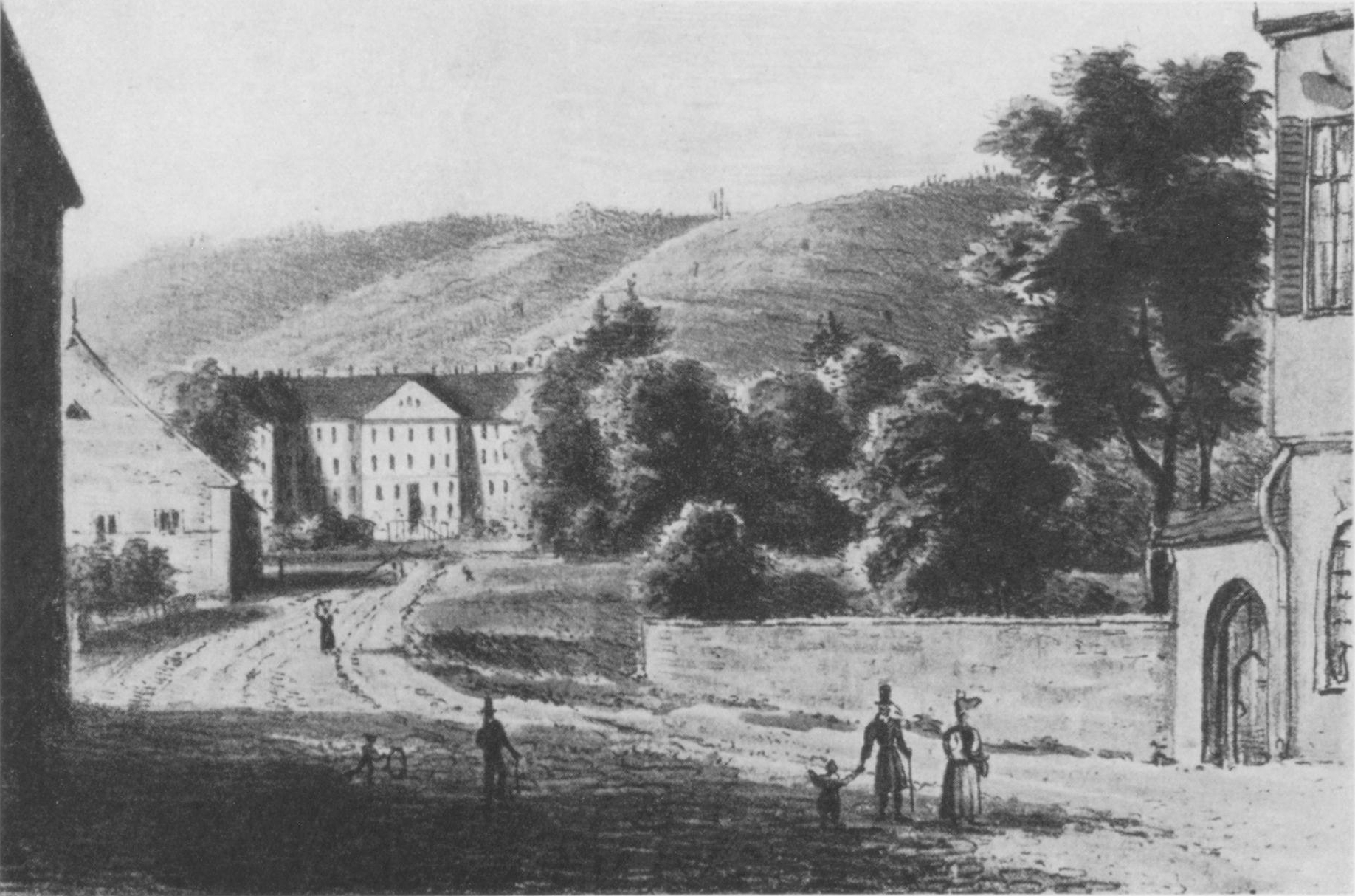
Ansicht von Süden, 1830.
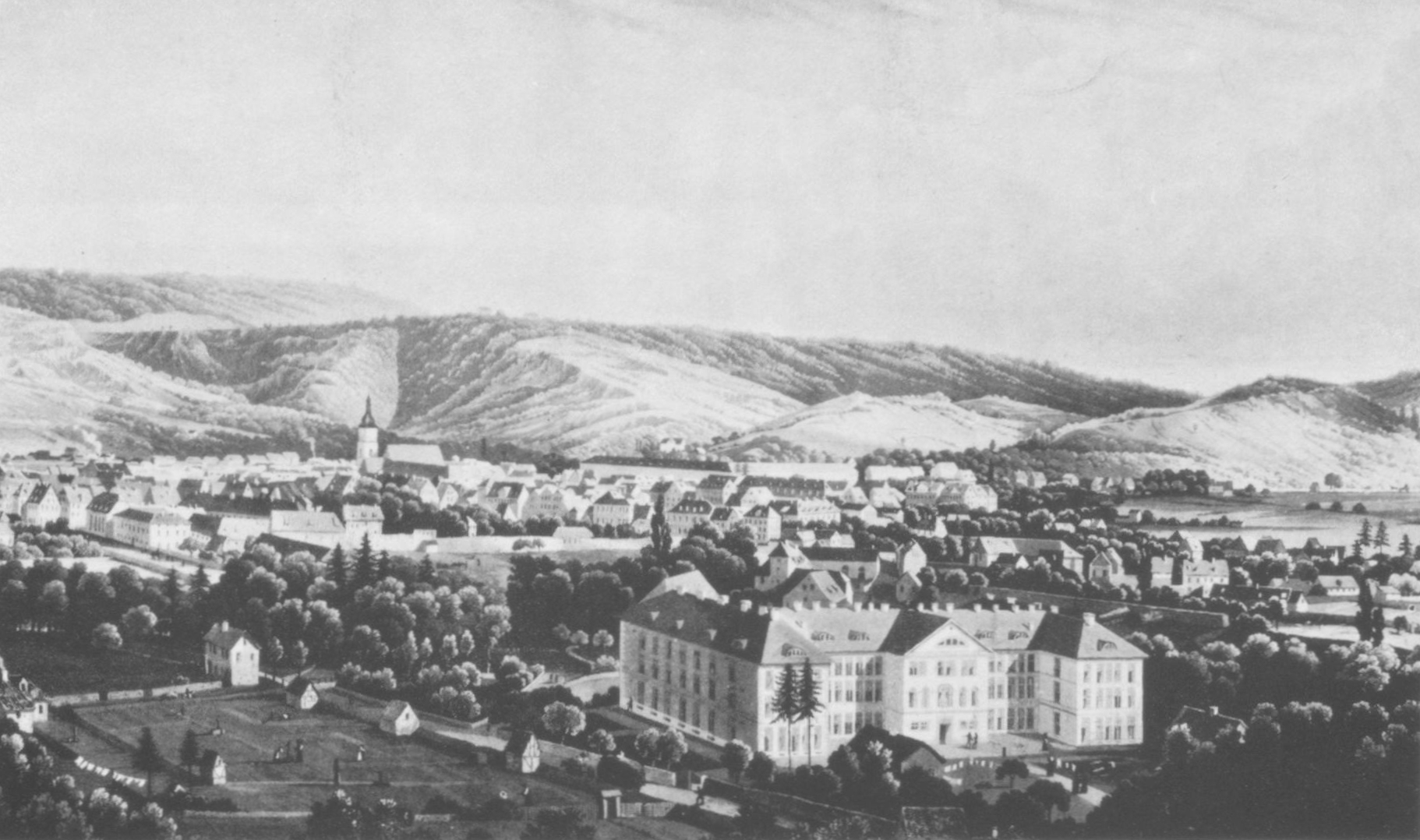
Ansicht von Norden, 1834.
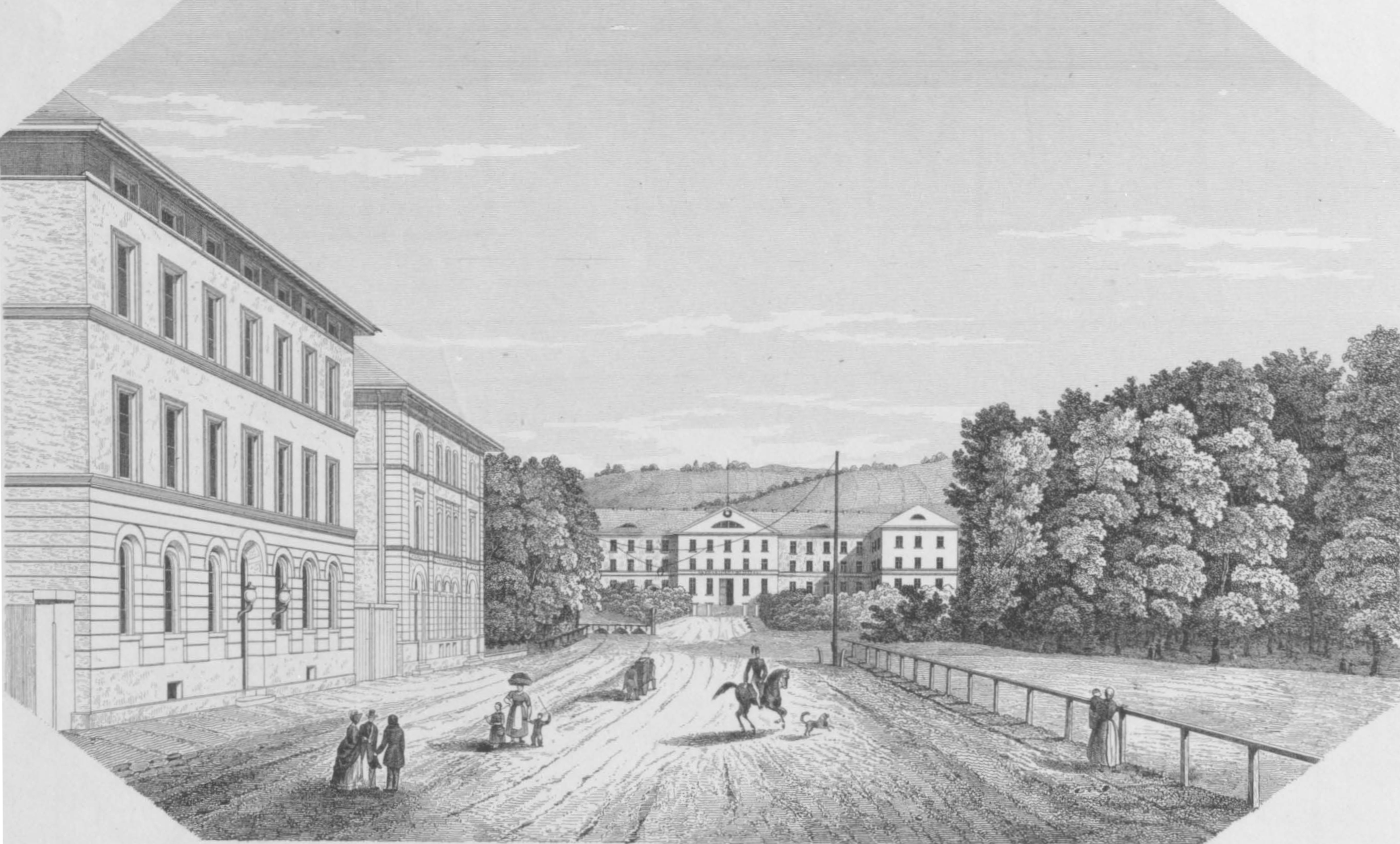
Ansicht von Süden, 1840.
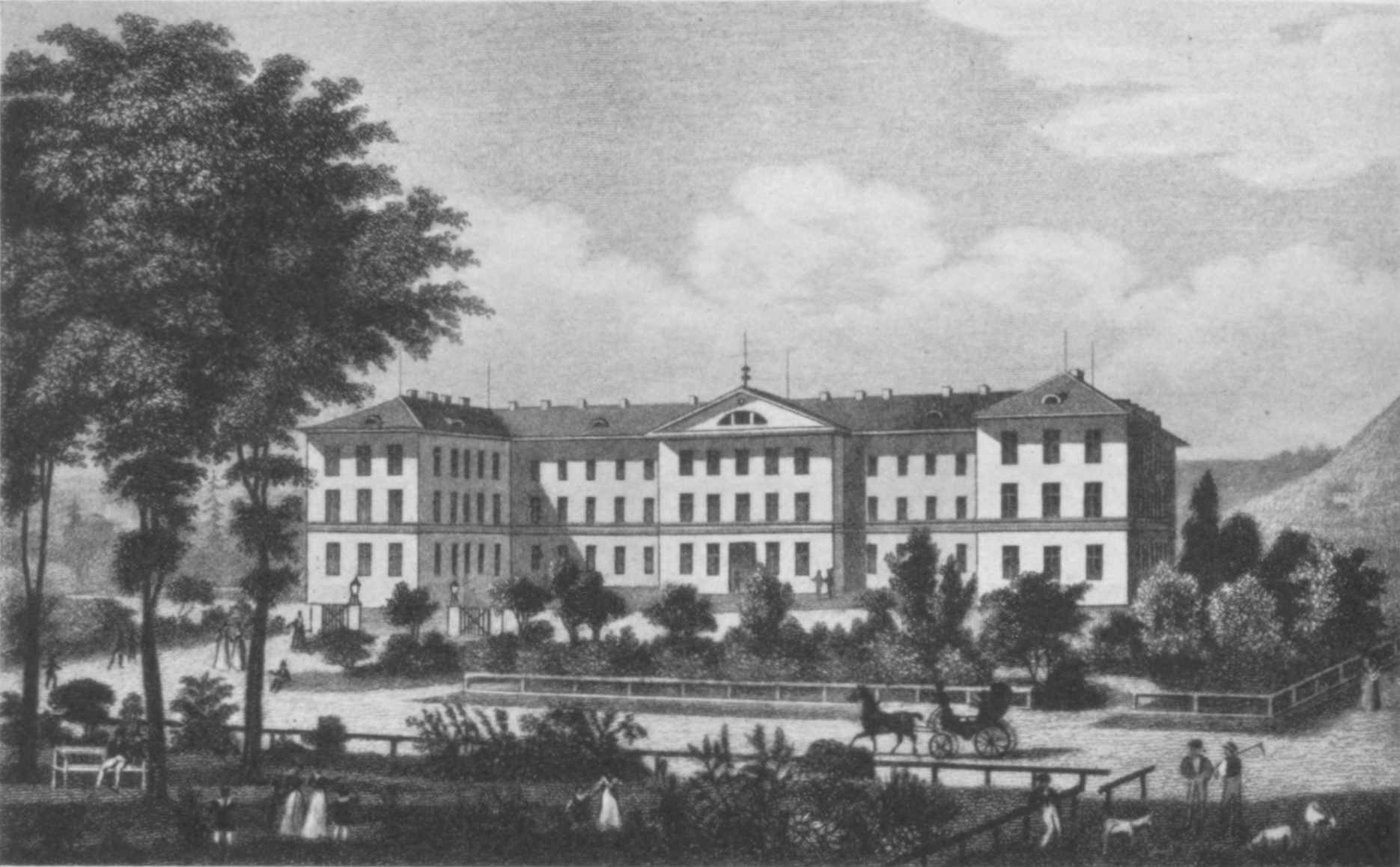
Ansicht von Süden, 1846.

### Nach dem Zweiten Weltkrieg

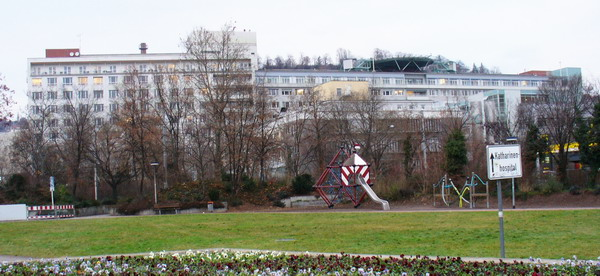
Katharinenhospital am Standort Mitte, vor dem Neubau (2006)

In den Jahren 1955–1968 wurde das Katharinenhospital von der Architektengruppe Döcker, Eisenlohr und Müller wiederhergestellt bzw. neu aufgebaut. Neben dem Hauptbau (Haus A und B) entstand eine Vielzahl weiterer Kliniken.
Infolge der im Jahr 2005 beschlossenen Neuordnung der Stuttgarter Kliniken wurden ab 2011 mit einem Budget von über 300 Millionen Euro neben dem Katharinenhospital neue Gebäude errichtet und bestehende Gebäude – so der sogenannte „Katharinenhof“ – umgestaltet.

### „Bettenhausriegel“
In den Jahren 1992/1993 erbaute die Architektengruppe Heinle, Wischer und Partner zwischen Kriegsbergstraße und dem (bis zu zehn Stockwerke hohen) „Bettenhausriegel, der früher die Straßenansicht des Krankenhauses bestimmte,“ den wesentlich niedrigeren fünfstöckigen Funktionsneubau (Haus E), der „als zentraler Eingangsbereich den Zugang zum Konglomerat der Altbauten neu ordnet.“
„So kompakt und niedrig wirkt der Neubau von außen, daß erstmals eintretende Besucher auf die hohe, über alle Geschosse reichende, luftige Halle, die sich wie ein riesiger Wintergarten hinter dem Eingang auftut, gar nicht gefaßt sind. »Wintergarten« bezeichnet exakt das bauphysikalische Prinzip, das die Architekten bei der Konzeption im Kopf hatten: Die von einem gläsernen Tonnendach überwölbte Halle ist nicht klimatisiert, sondern dient als Klimapuffer für die Behandlungsräume und Labors ringsum, die alle über sie belichtet und belüftet werden. Ein Hain aus Eukalyptusbäumen, Basaltpflaster und ein kleiner Wasserlauf bilden eine hübsche, wenn auch etwas karge Reminiszenz an den Garten des Karharinenhospitals, der sich einstmals hier befand und (sehr zum Leidwesen der Angestellten) dem Neubau geopfert werden mußte.“
Im Jahr 2017 begann eine umfangreiche bauliche Erweiterung des Gebäudekomplexes, unter anderen um ein zentrales Gebäude mit einer mehrgeschossigen Halle, die mehrere Klinikgebäude verbinden sollte. Im Jahr 2018 fällte der Stuttgarter Gemeinderat den Beschluss, das Katharinenhospital vollständig neu zu bauen. Mit einer Fertigstellung des letzten Bauabschnitts ist 2032 zu rechnen. 

### Kinderklinik

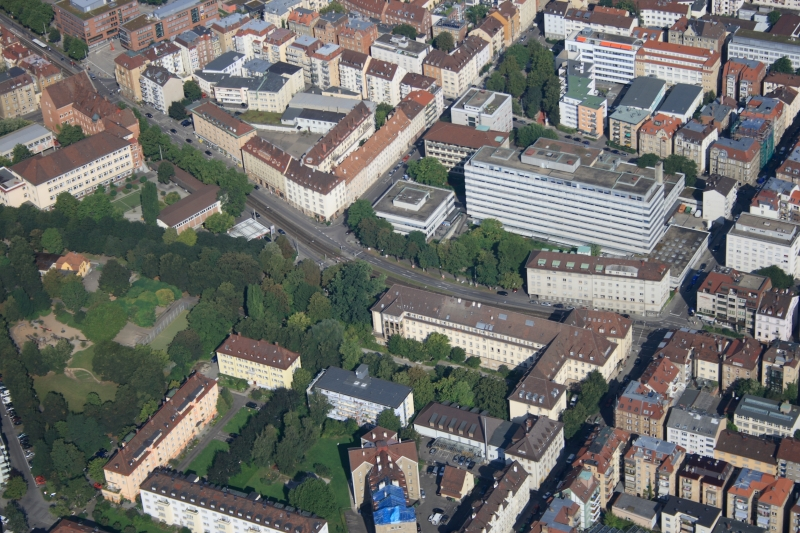
Der ehemalige Standort des Olgahospitals aus der Luft gesehen

Das erste Kinderkrankenhaus in Stuttgart wurde am 9. August 1842 von den Ärzten Georg von Cleß und Otto Elben eröffnet. 1849 erhielt diese Einrichtung den Namen „Olga-Heilanstalt für Kinder“ nach der württembergischen Kronprinzessin und späteren Königin Olga. 1974 wurde das Krankenhaus in der Bismarckstraße neu gebaut. Im Jahr 1979 erfolgte die Vereinigung mit den Städtischen Kinderkliniken.

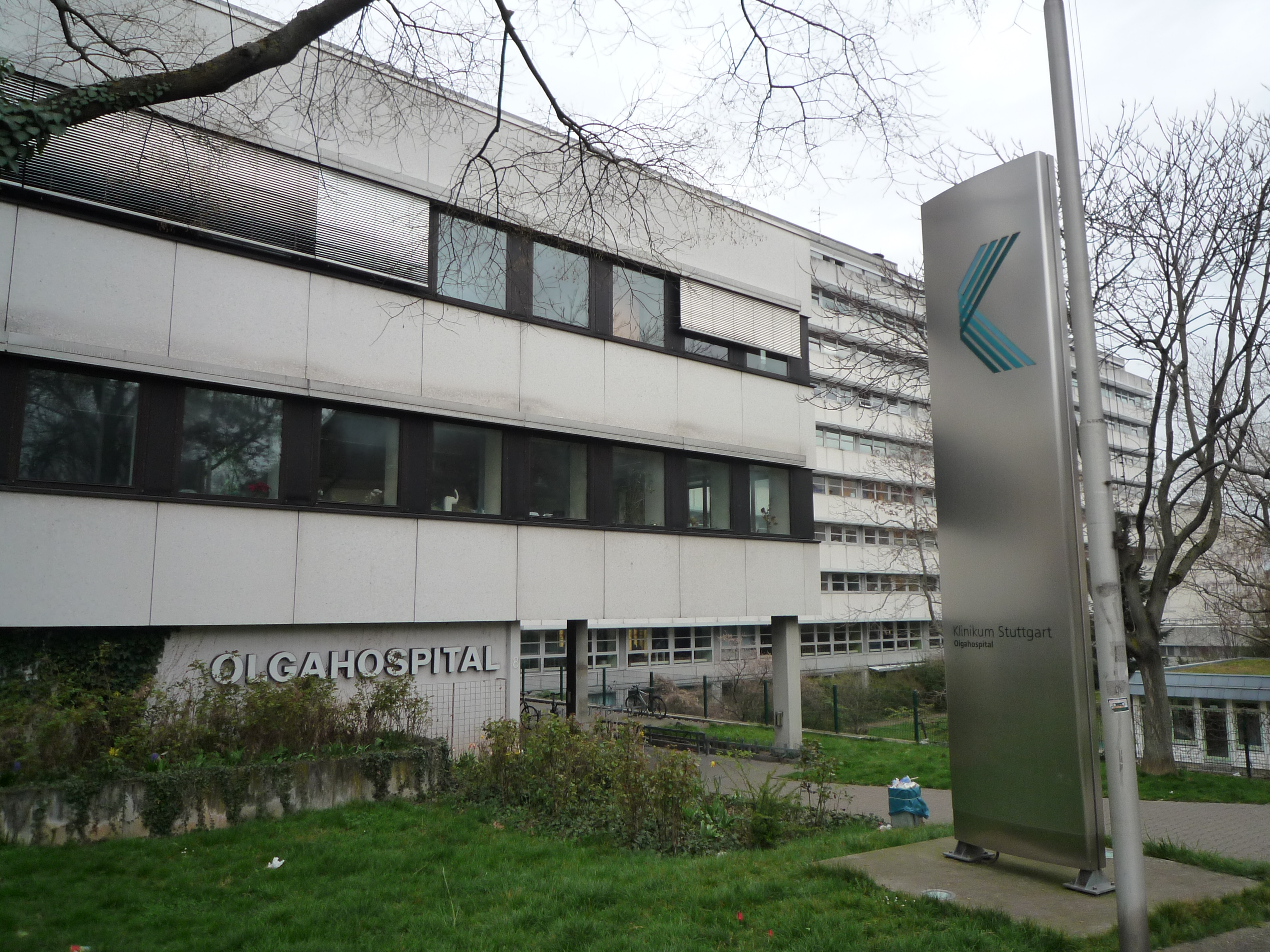
Der ehemalige Eingang zum Olgahospital am alten Standort

Am 1. Juli 1999 folgte der Zusammenschluss mit den drei städtischen Krankenhäusern Bürgerhospital, Katharinenhospital und Krankenhaus Bad Cannstatt zum Klinikum Stuttgart.
Im Mai 2014 bezog das Kinderkrankenhaus Olgahospital zusammen mit der Frauenklinik neue Räumlichkeiten in unmittelbarer Nähe zum Katharinenhospital am Standort Mitte, das bisherige Klinikgebäude wurde zurückgebaut. Das Bürgerhospital wurde 2015 in das Katharinenhospital (KH) integriert. Im Oktober 2015 begann der Abbruch des alten Klinikgebäudes. Auf dem Gelände entstanden zwischen 2017 und 2019 rund 220 neue Wohnungen im sogenannten Olga-Areal.

## Klinikskandal
Bei der Behandlung ausländischer Patienten zwischen 2012 und 2016 kam es zu Abrechnungsbetrug, insbesondere bei der Behandlung von libyschen Kriegsversehrten, sowie dem Verdacht von Schmiergeldzahlungen im Zusammenhang mit dem Klinikneubau in Kuwait. Es wurden auch Vorwürfe der Bestechung, Bestechlichkeit und Untreue erhoben. Der Skandal führte zu einem Millionenschaden für das Klinikum. Angeklagt wurden ehemalige Führungskräfte, darunter der frühere Geschäftsführer, der Leiter der Abteilung International Unit Andreas Braun und der ehemalige Sozialbürgermeister Werner Wölfle.
Im Jahr 2015 ergab sich ein Fehlbetrag von fast 20 Millionen Euro, zusätzlich zu Rücklagen von 7 Millionen Euro aufgrund zahlungskräftiger, aber nicht immer zahlungswilliger Patienten aus dem Nahen Osten. Das Defizit wurde hauptsächlich durch fehlgeschlagene Geschäfte mit der International Unit verursacht, die für die Abwicklung von ausländischen Patienten zuständig war.

## Kliniken und Institute
Das Klinikum Stuttgart verfügt über mehr als 50 Kliniken und Institute in sechs organisatorischen Zentren.
| Zentrum für Kinder-, Jugend- und Frauenmedizin - Frauenklinik – Schwerpunkt Geburtshilfe - Frauenklinik – Schwerpunkt Gynäkologie - Pädiatrie 1 – Pädiatrische Neurologie, Psychosomatik und Schmerztherapie - Pädiatrie 1 – Sozialpädiatrie - Pädiatrie 2 – Allgemeine und Spezielle Pädiatrie - Pädiatrie 3 – Zentrum für Angeborene Herzfehler Stuttgart, Pädiatrische Intensivmedizin, Pneumologie und Allergologie - Pädiatrie 4 – Neonatologie und neonatologische Intensivmedizin - Pädiatrie 5 – Onkologie, Hämatologie und Immunologie - Kinderchirurgische Klinik - Pädiatrische HNO - Radiologisches Institut (Kinderradiologie) - Orthopädische Klinik (Frauen/Kinder) Zentrum für Operative Medizin - Klinik für Anästhesiologie, operative Intensivmedizin, Notfallmedizin und Schmerztherapie - Klinik für Urologie und Transplantationschirurgie - Klinik für Gefäßchirurgie, Endovaskuläre Chirurgie und Transplantationschirurgie - Klinik für Allgemein-, Viszeral-, Thorax- und Transplantationschirurgie (KH und KBC) - Klinik für Hals-, Nasen-, Ohrenkrankheiten, Plastische Operationen - Klinik für Hand-, Plastische und Ästhetische Chirurgie - Sportklinik, Unfallchirurgie und Orthopädie (KH und KBC) - Zentrum für Dermatologie, Phlebologie und Allergologie (KBC) - Herzzentrum Klinikum Stuttgart - Klinik für Thoraxchirurgie Zentrum für Innere Medizin - Klinik für Herz- und Gefäßkrankheiten - Klinik für Nieren-, Hochdruck- und Autoimmunerkrankungen, Transplantationszentrum Stuttgart - Klinik für Hämatologie, Onkologie und Palliativmedizin - Klinik für Strahlentherapie und Radioonkologie - Klinik für Allgemeine Innere Medizin, Gastroenterologie, Hepatologie und internistische Onkologie (KBC) - Klinik für Gastroenterologie, gastroenterologische Onkologie, Hepatologie und Infektiologie (KH) - Klinik für Endokrinologie, Diabetologie und Geriatrie - Klinik für Pneumologie und Beatmungsmedizin | Zentrum für Seelische Gesundheit - Klinik für Spezielle Psychiatrie, Sozialpsychiatrie und Psychotherapie - Klinik für Suchtmedizin und Abhängiges Verhalten - Klinik für Psychiatrie und Psychotherapie für Ältere - Klinik für Kinder- und Jugendpsychiatrie und Psychotherapie - Institut für klinische Psychologie - Klinik für Psychosomatische Medizin und Psychotherapie Kopf- und Neurozentrum - Klinik für Mund-, Kiefer- und Gesichtschirurgie, Plastisch-ästhetische Operationen, Zentrum für Implantologie - Augenklinik - Neurochirurgische Klinik - Neuroradiologische Klinik - Neurologische Klinik Zentrum für Diagnostik - Klinik für Nuklearmedizin - Zentralinstitut für Klinische Chemie und Laboratoriumsmedizin mit Laborpraxis - Institut für Pathologie mit Praxis für Pathologie - Zentralinstitut für Transfusionsmedizin und Blutspendedienst - Institut für klinische Genetik - Institut für Krankenhaushygiene - Apotheke - Klinik für Diagnostische und Interventionelle Radiologie |

## Kunst am Bau
| Bild | Künstler                                                                   | Werk | Jahr      | Koordinaten           |
| ---- | -------------------------------------------------------------------------- | --- | --------- | --------------------- |
|      | Ludwig Habich                                                              | Hermann-Burckhardt-Denkmal Bronzestatue eines nackten jungen Manns auf einem Steinpiedestal mit einem Porträtrelief von Obermedizinalrat Hermann Burckhardt (1847–1907), seit 1883 Chefarzt der Chirurgischen Abteilung des Katharinenhospitals. Standort: Katharinenhospital Stuttgart, Hegelpatz, Ecke Kriegsbergstraße/Herdweg, zwischen Haus G und Haus 33 (Sana Herzchirurgie). Bildhauer: Ludwig Habich, Ausführung: Richard Schönfeld, Guss: Adalbert Brandstetter, München, Architektur: Paul Bonatz. | 1911      | 48,7826° N, 9,1711° O |
|      | Otto Baum                                                                  | Krankenpflege Großrelief, Muschelkalk, 5 × 17,5 Meter. Standort: Katharinenhospital Stuttgart, Verbindungsgang zwischen Haus A und I, Jägerstraße 58 (derzeit wegen Baumaßnahmen eingelagert) | 1958      | 48,7835° N, 9,1717° O |
|      | Horst Antes                                                                | Große Figur „Der zum Ausgang schreitende, geheilte Mensch“, Kolossalfigur, Edelstahl, Höhe 11 Meter. – „Kopffüßler“, der vom Kopf über einen armlosen undifferenzierten Körper in einen dicken Klumpfuß übergeht. Standort: Katharinenhospital Stuttgart, Haus E, Kriegsbergsstraße 60, Innenhof, Erdgeschoss. Literatur: #Wischer 2007. | 1992–1993 | 48,7834° N, 9,1738° O |
|      | Nikolaus Koliusis                                                          | Akrobaten 4 Schirme, 2 × weiß, 2 × gelb, Stoff, Alu, Edelstahlseile. Ehemaliger Standort: Katharinenhospital Stuttgart, „nicht mehr auffindbar, nachdem Umbauarbeiten zur zeitweiligen Demontage geführt haben“. Literatur: #Koliusis 2007. | 1994      | 48,7834° N, 9,1738° O |
|      | Nikolaus Koliusis                                                          | Artisten Farbfotografie, Rahmen Eiche, Glas. Standort: Katharinenhospital Stuttgart, Haus E, Kriegsbergsstraße 60, Innenhof, am Ende des Treppenaufgangs rechts. Literatur: #Koliusis 2007. | 1995      | 48,7834° N, 9,1738° O |
|      | Nikolaus Koliusis                                                          | Augenhöhe Permanente Installation von sieben Bildpaaren, die das Blitzlichtfoto eines Spiegels dem Foto eines Gefäßes aus dem in der Nähe gelegenen Völkerkundemuseum Linden-Museum gegenüberstellen. Standort: Katharinenhospital Stuttgart, Dienstleistungszentrum (DLZ), Sattlerstraße 25. Literatur: #Koliusis 2009. | 2009      | 48,7847° N, 9,1702° O |
|      | HWP Diedenhofen                                                            | Brainfruits. Menagerie à trois Dreiteilige farbige Figurengruppe, Höhe ca. 130 cm, Holz. Standort: Katharinenhospital Stuttgart, Haus E, Kriegsbergsstraße 60, Innenhof, am Ende des Treppenaufgangs links. | 1996      | 48,7834° N, 9,1738° O |
|      | ?                                                                          | Medaillon von Königin Katharina und Gedenkplakette Medaillon mit einem Bildnis der Königin Katharina von Württemberg und Gedenkplakette zur Erinnerung an die Grundsteinlegung für das Katharinenhospital im Juni 1820, Gips. Standort: Katharinenhospital Stuttgart, Haus E, Kriegsbergsstraße 60, Innenhof. | ?         | 48,7834° N, 9,1738° O |
|      | Joachim Rehm, 1964–1981 Leiter der Unfallchirurgie des Katharinenhospitals | Mutter mit Kind Hochrelief, Holz. Standort: Katharinenhospital Stuttgart, Haus B. | ?         | 48,7834° N, 9,1738° O |

## Galerie

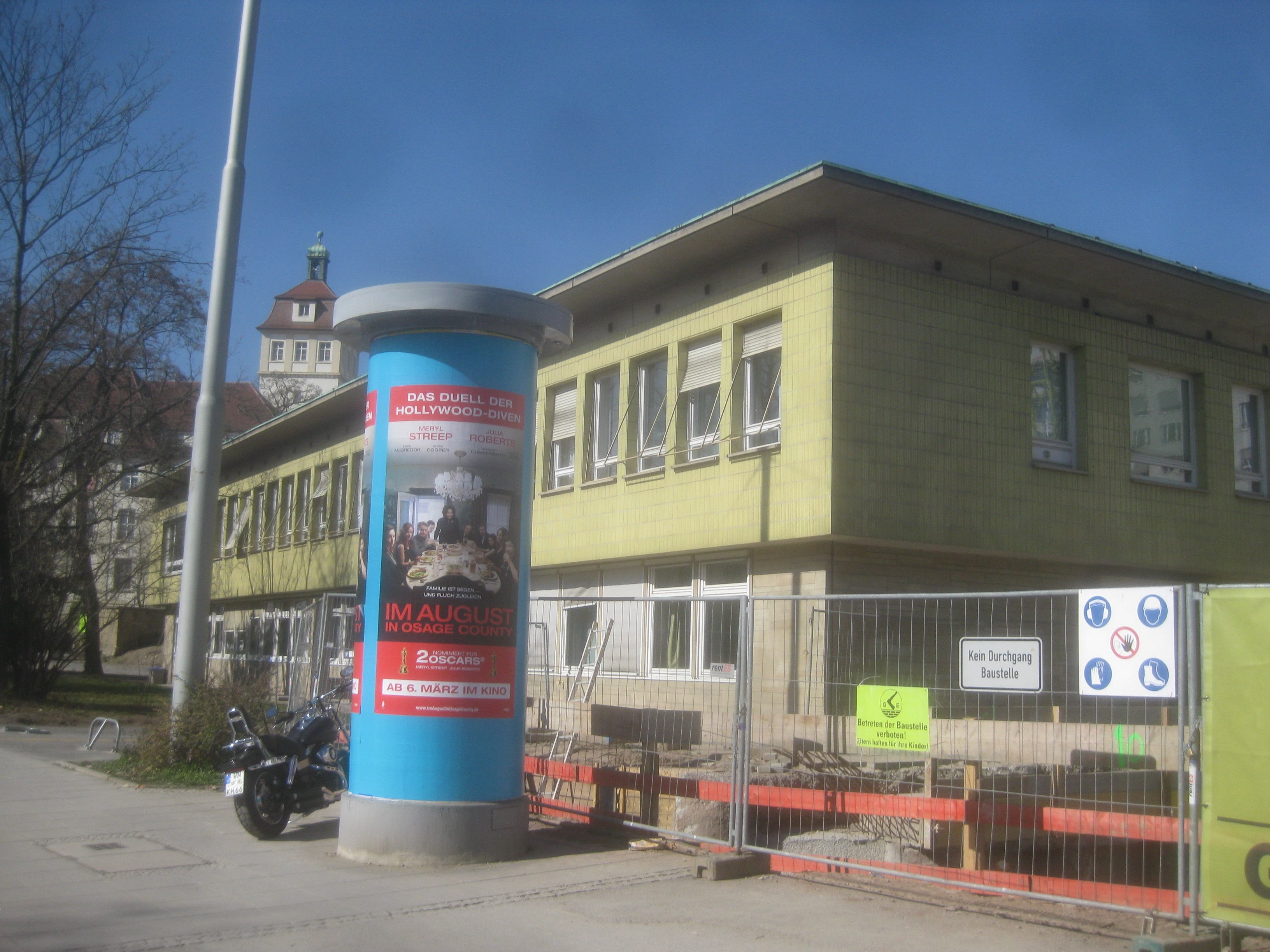
Haus G.
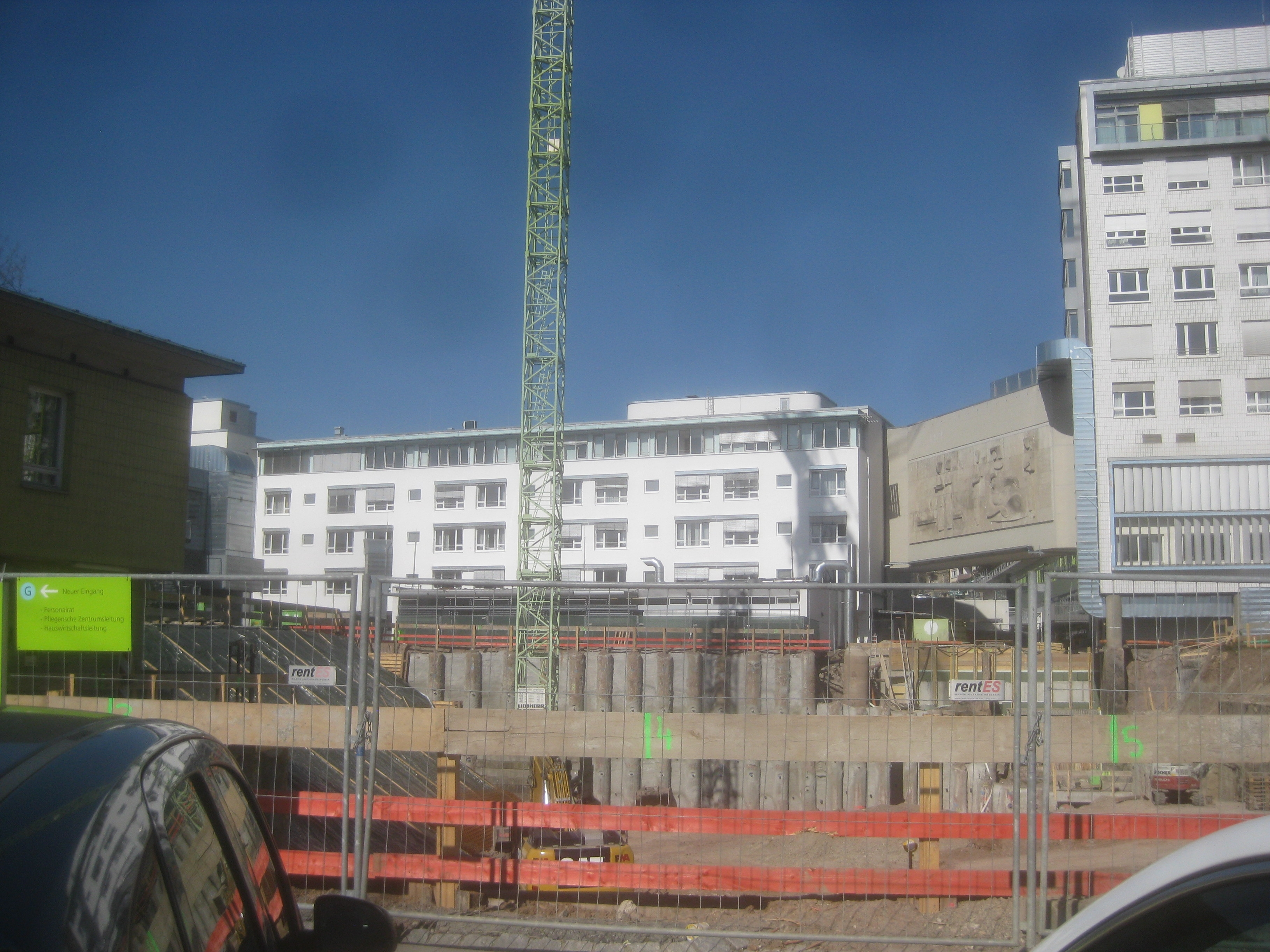
Von links: Zentrum für Innere Medizin (Haus I), Brücke, Haus A.
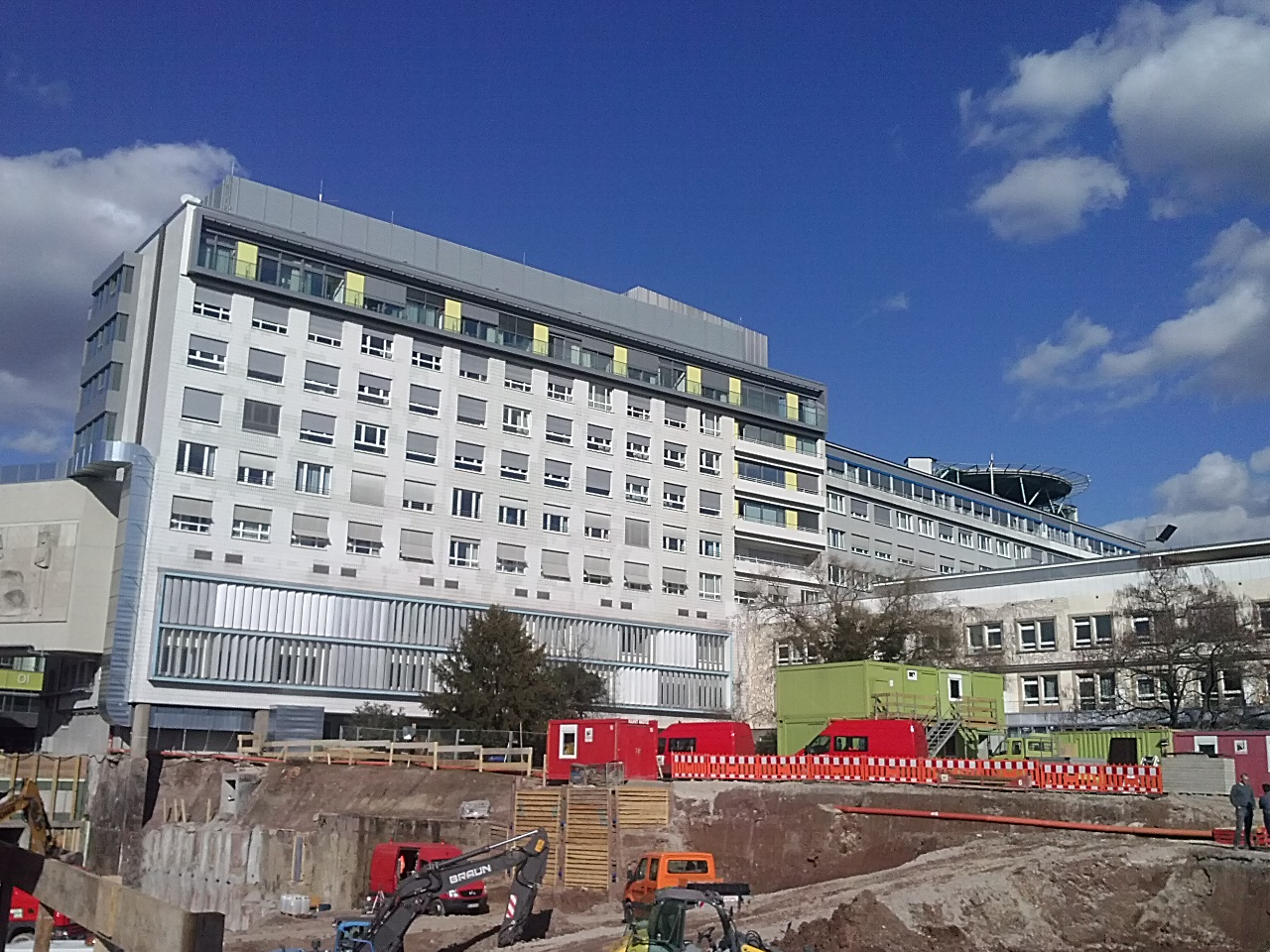
Hinten links Haus A, rechts Haus B, vorn links Neubau der Strahlentherapie (Radioonkologie), rechts Urologische Klinik (Haus 8).
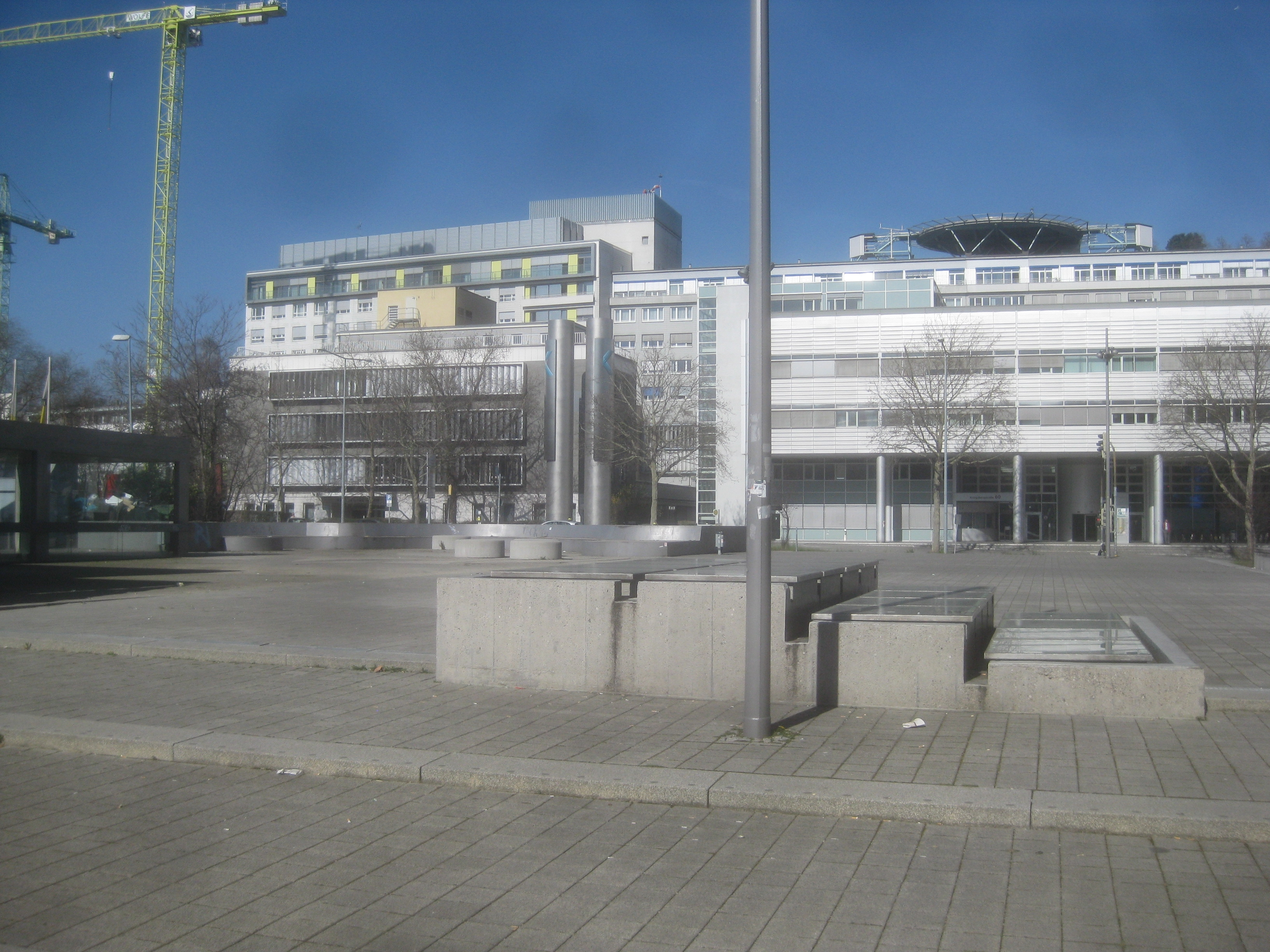
Funktionsgebäude (Haus E), links Urologische Klinik (Haus 8).
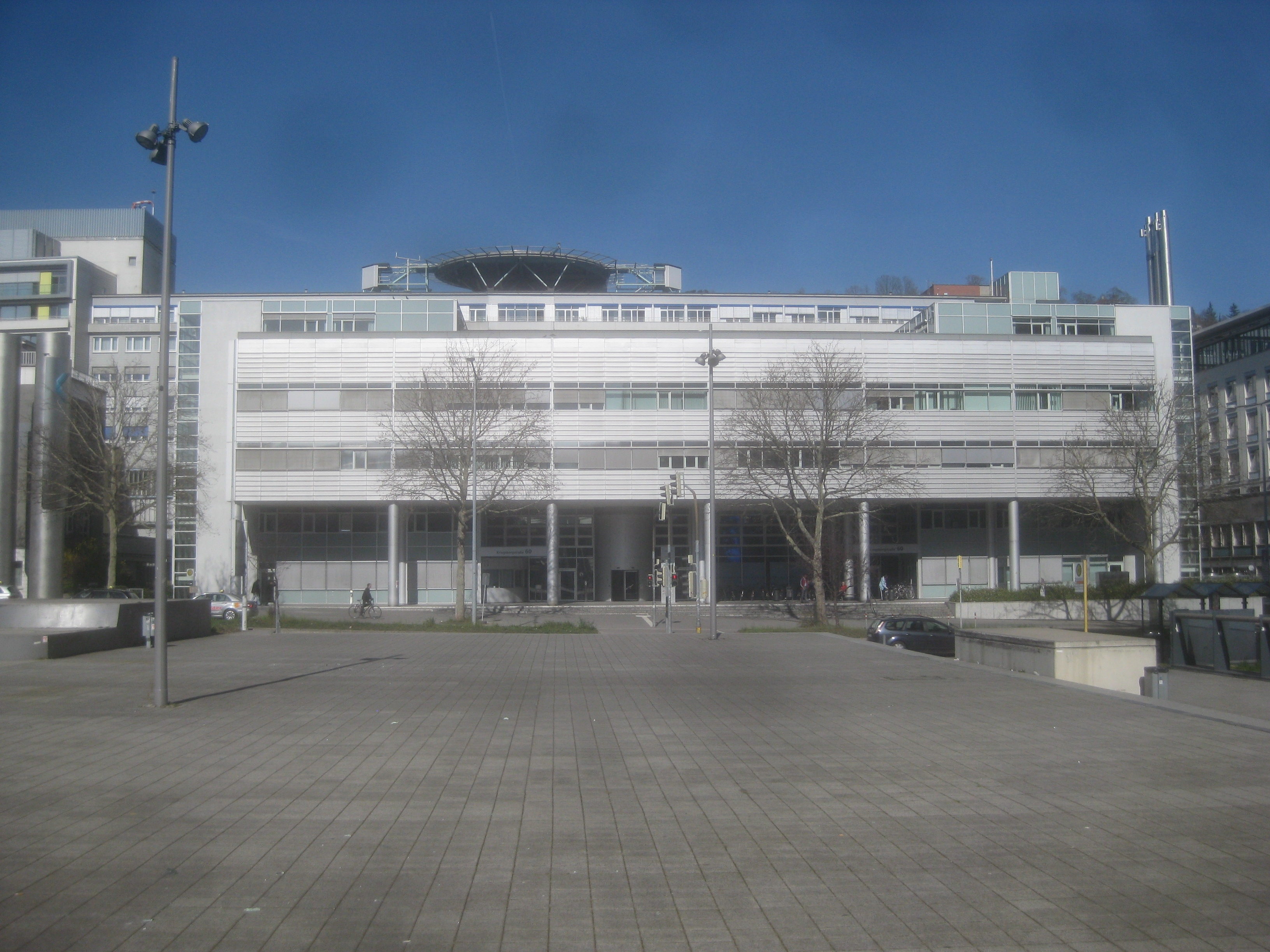
Funktionsgebäude (Haus E), dahinter Haus B mit Hubschrauberlandeplatz.
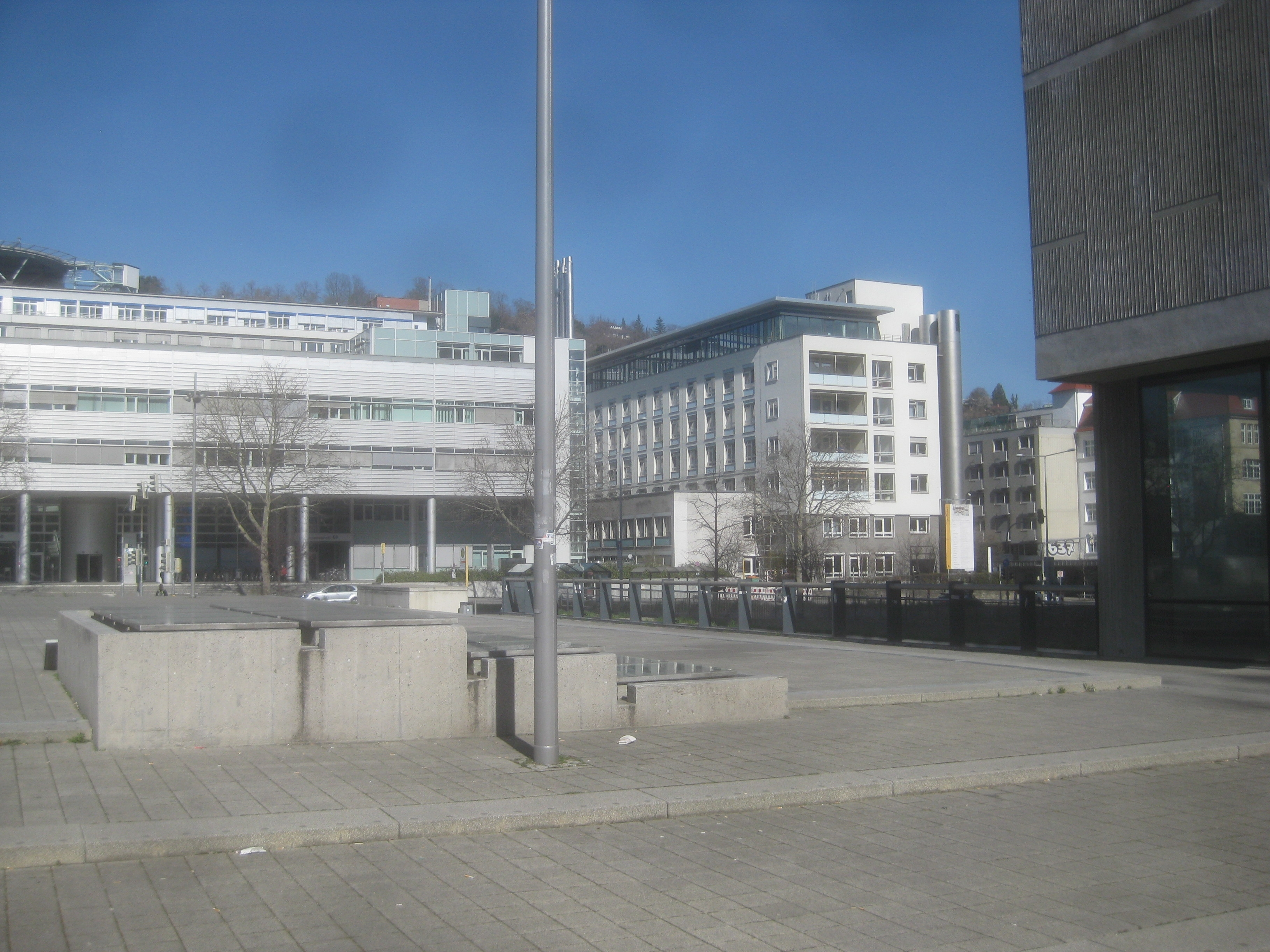
Funktionsgebäude (Haus E), rechts HNO-Klinik (Haus D).

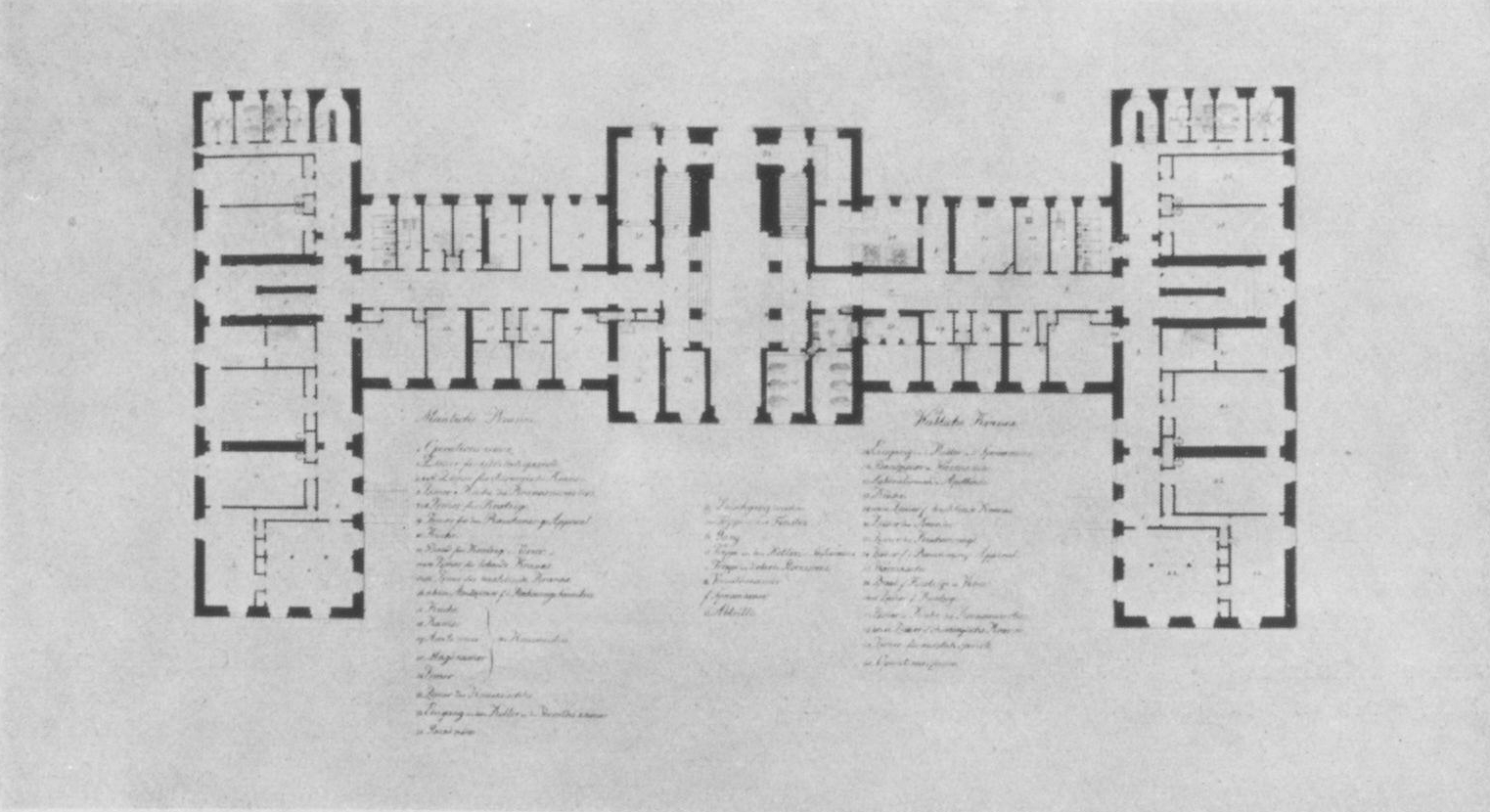
Grundriss des Erdgeschosses, 1826.
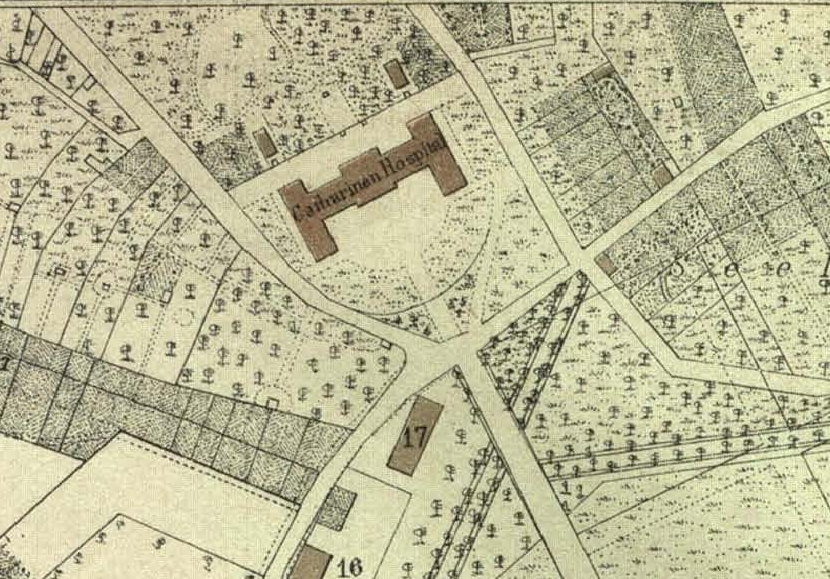
1831.
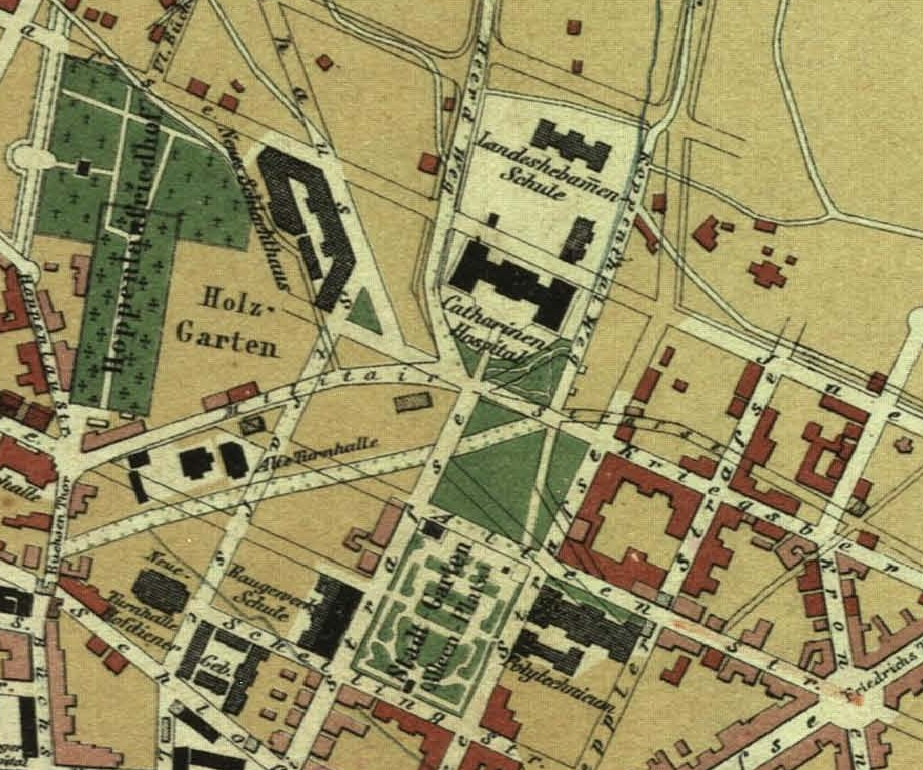
1846–1871.
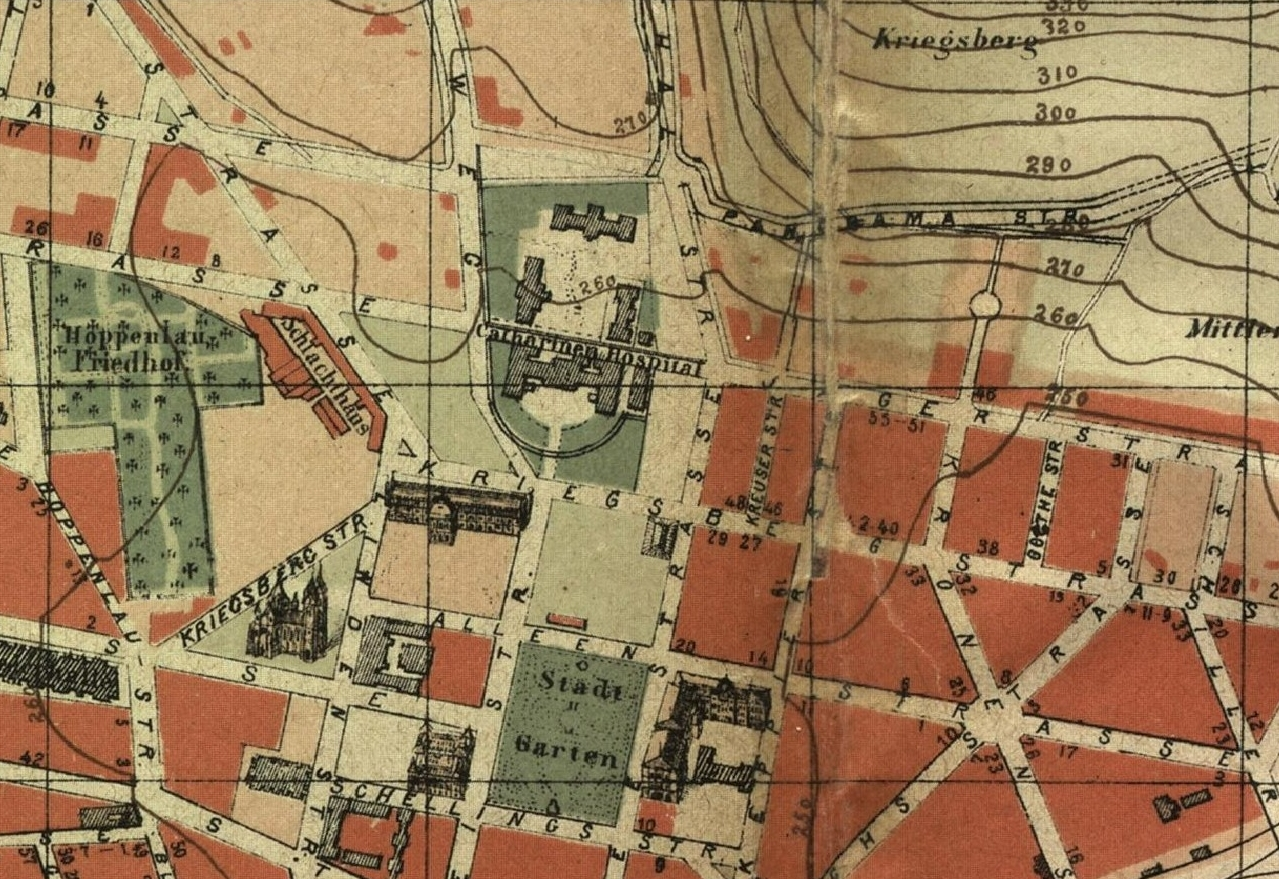
1884.
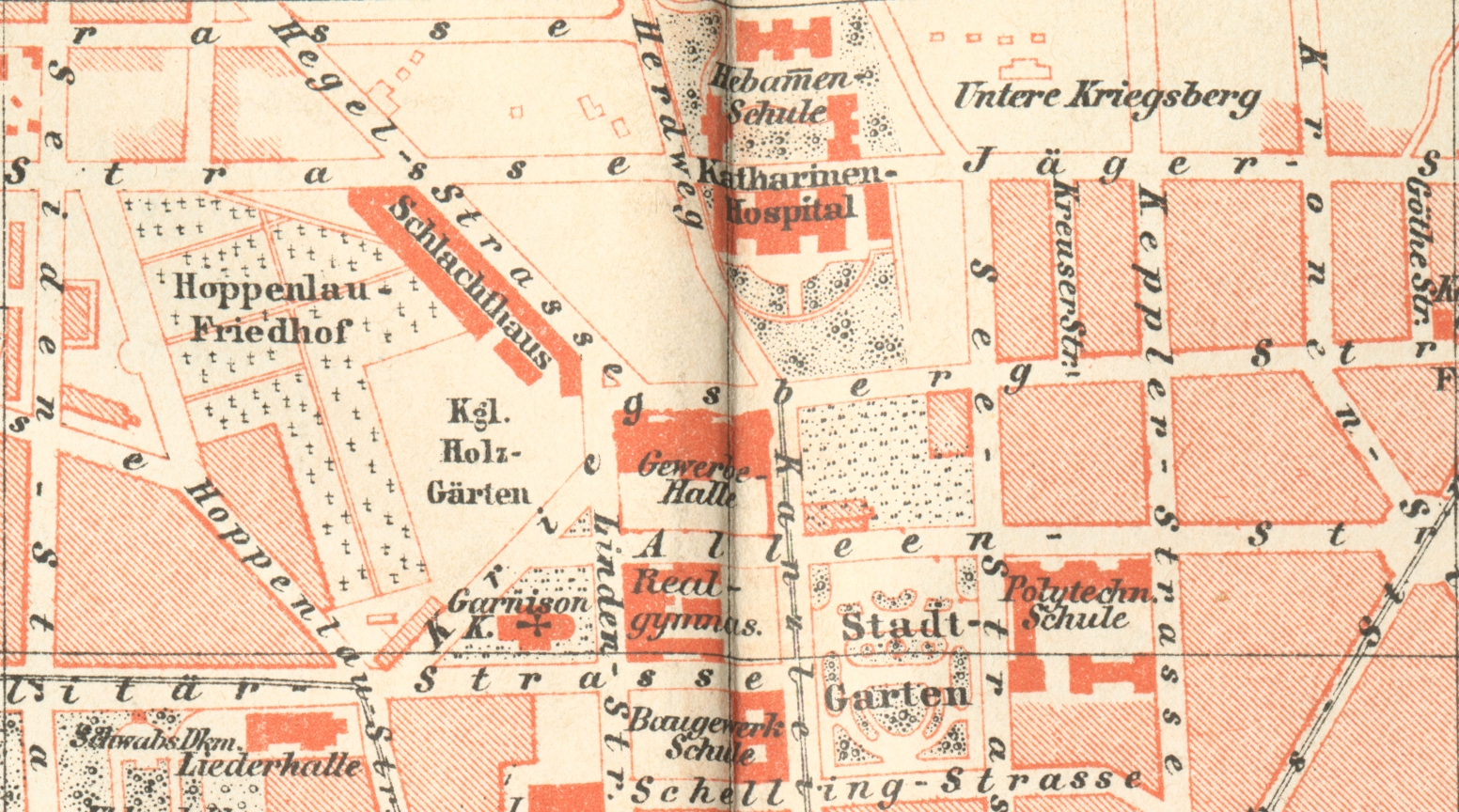
1888.
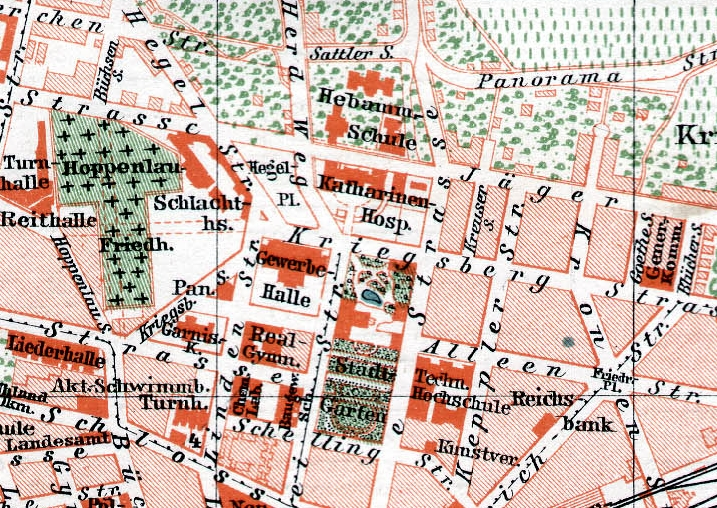
1898.
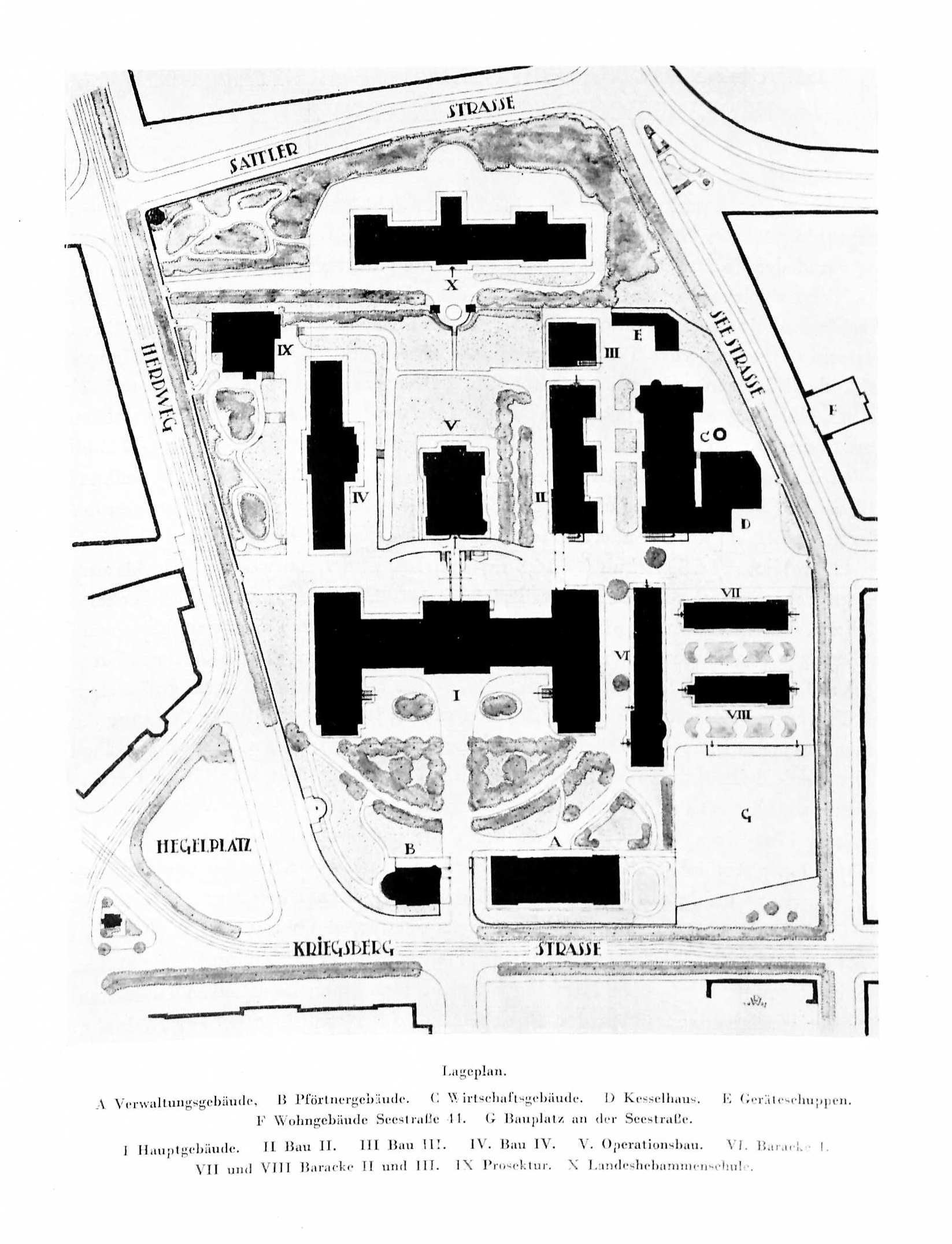
1928.